# Rafael Villagómez
Rafael Villagómez Jr., né le 10 novembre 2001 à León (Guanajuato), est un pilote automobile mexicain. Ancien membre de la Sauber Academy de 2019 à 2021 et lauréat de la compétition Richard Mille Young Talent Academy en 2019, il est engagé en Formule 3 FIA de 2021 à 2023.

## Biographie

### Débuts en monoplace
Villagómez fait ses débuts en monoplace dans le Championnat de France de Formule 4 où il se montre régulier, terminant presque toutes les courses dans les points et montant sur son premier podium lors de l'avant-dernière course au Castellet. malgré une absence lors de l'avant-dernier week-end sur ce même circuit, il se classe sixième du championnat avec 121 points.
Il participe également championnat britannique avec l'écurie Fortec Motorsport. il décroche son seul podium du championnat lors de sa seconde course à Donington Park, mais ne parvient pas à réitérer cette performance lors des courses suivantes. Il se classe onzième du championnat avec 47 points et termine le mieux classé de son écurie.

### Euroformula Open

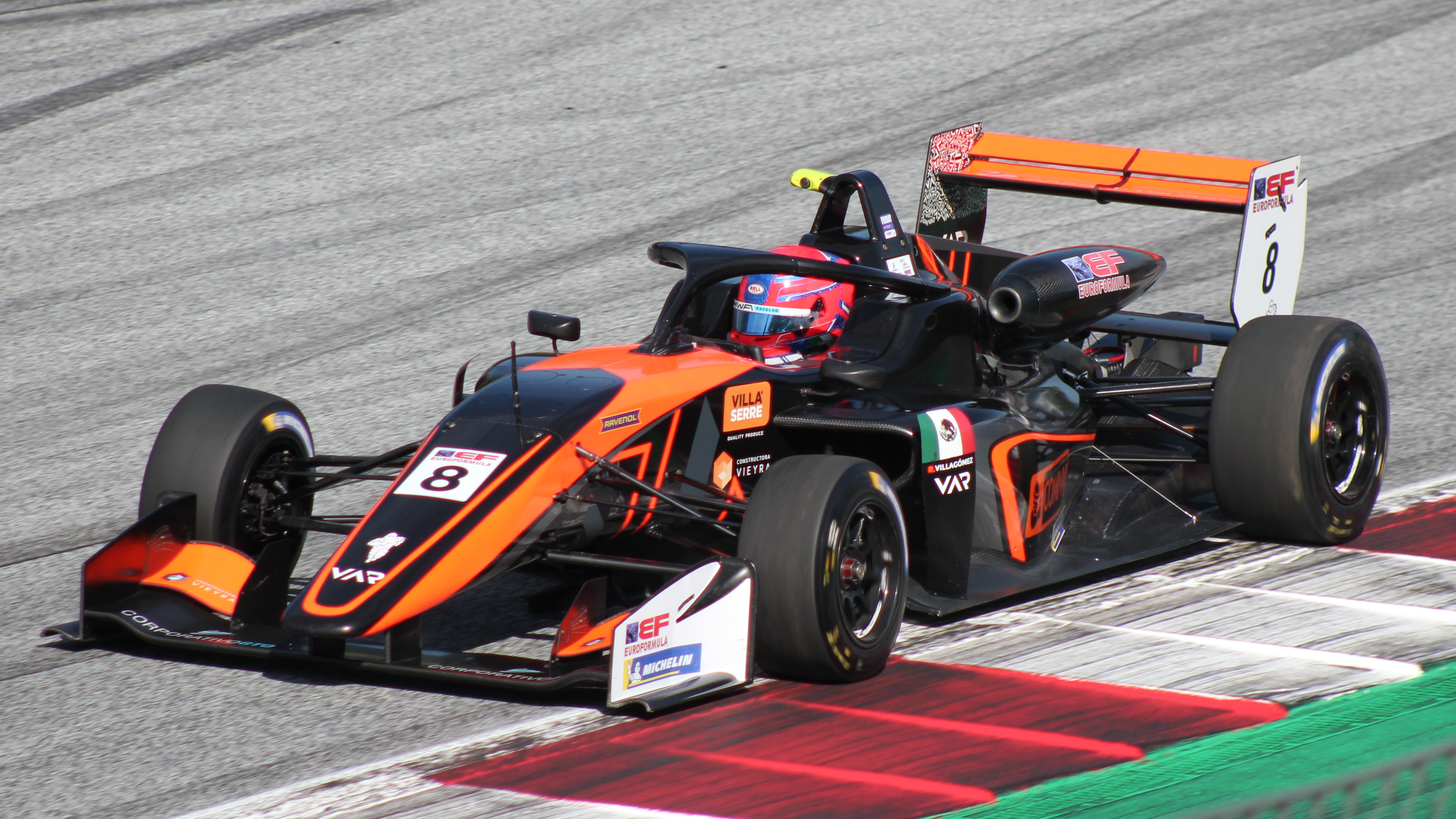
Rafael Villagómez en Euroformula Open à Spielberg en 2021.

Fin 2020, Villagómez participe à l'ultime manche de la saison en Euroformula Open en tant que pilote invité. Il termine trois des quatre courses à la porte des points mais ayant le statut d'invité, il n'est marque pas de points. L'année suivante, il signe avec Van Amersfoort Racing pour une saison complète. Il rate cependant les manches de Spa-Francorchamps et de Monza. Au cours de la saison, il monte à cinq reprises sur le podium avec deux deuxième places et trois troisième places. Il se classe huitième du championnat avec 135 points.

### Formule 3 FIA

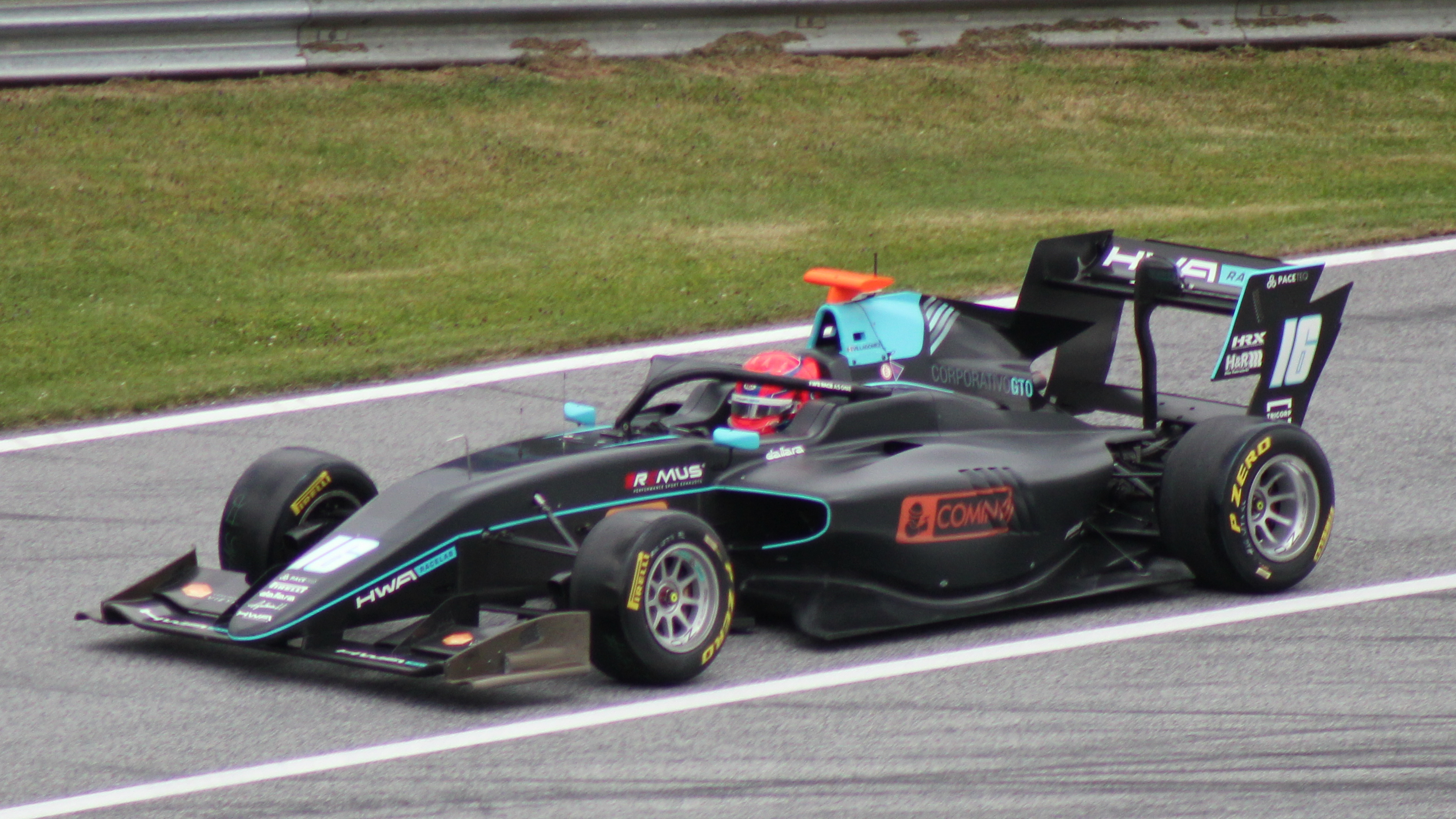
Rafael Villagómez en Formule 3 FIA à Spielberg en 2021.

En 2021, Villagómez fait ses débuts en Formule 3 FIA avec HWA Racelab aux côtés de Matteo Nannini et d'Oliver Rasmussen, devenant lors le premier Mexicain à courir dans le championnat. Il ne parvient à inscrire de point sur l'ensemble de la saison, obtenant une treizième place pour meilleur résultat. Il se classe à une lointaine vingt-neuvième place au championnat.

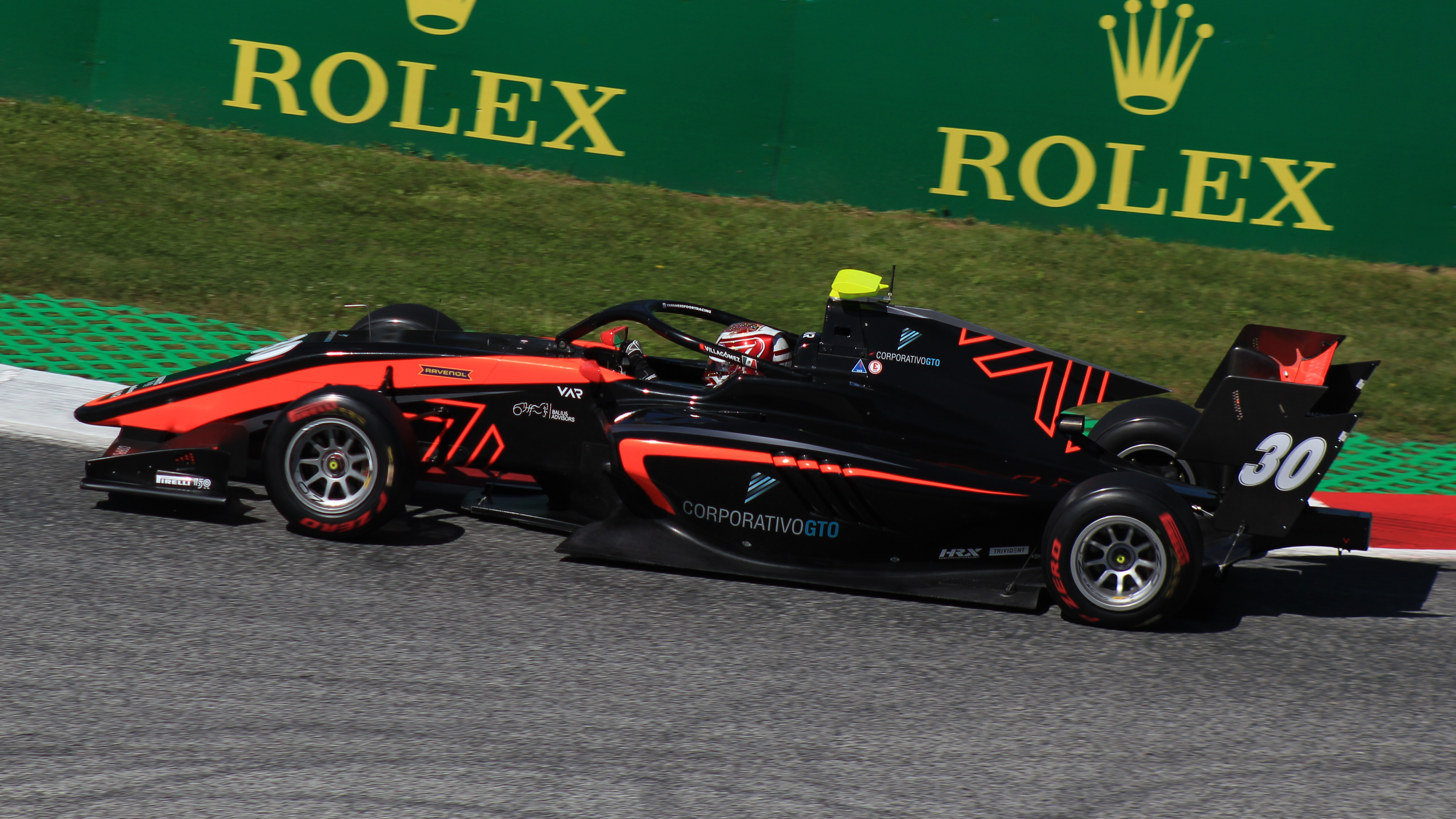
Rafael Villagómez en Formule 3 FIA à Spielberg en 2022.

L'année suivante, il rejoint Van Amersfoort Racing, aux côtés de Franco Colapinto et de Reece Ushijima. Lors de la manche d'Imola, il marque ses premiers points dans le championnat en terminant neuvième de la course sprint. Il se classe vingt-cinquième du championnat avec deux points. Fin septembre, il est convié par son écurie à participer aux essais d'après-saison,,.
En 2023, il poursuit sa collaboration avec l'équipe néerlandaise pour sa troisième saison de Formule 3. Il est cette fois-ci associé à Caio Collet et Tommy Smith,. Il réalise une saison similaire à la précédente inscrivant des points lors de la dernière manche à Monza en terminant dixième des deux courses du week-end. Il se classe de nouveau vingt-cinquième du championnat avec là encore, deux points,.

### Formule 2

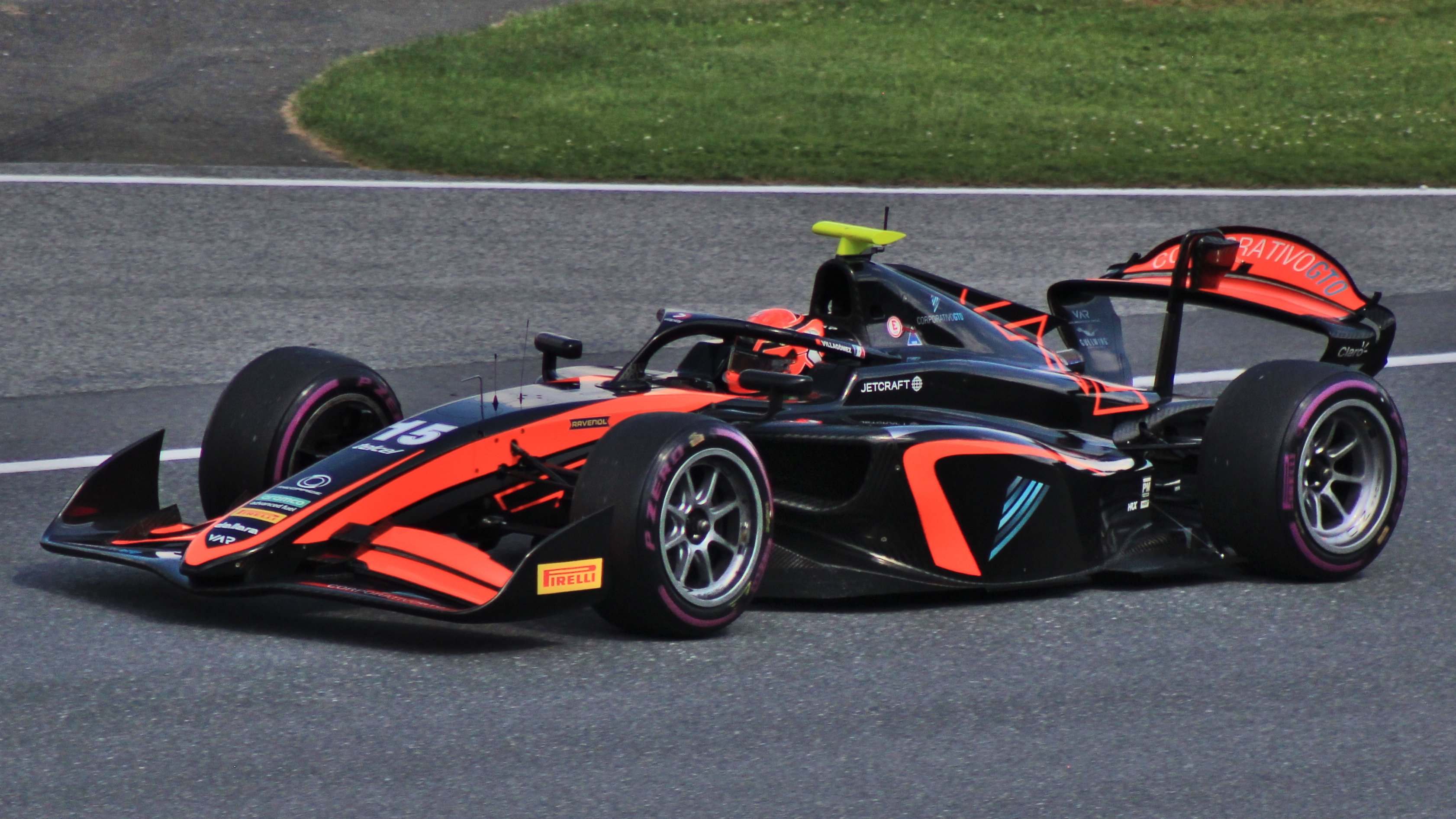
Rafael Villagómez en Formule 2 à Spielberg en 2024.

En novembre 2023, Villagómez est invité par Van Amersfoort pour participer aux essais d'après-saison de la Formule 2 sur le Circuit Yas Marina. Début 2024, il retrouve l'équipe pour le même exercice. Il est ensuite confirmé par l'équipe néerlandaise en tant que titulaire pour la saison 2024,. Il inscrit ses premiers points dans le championnat lors de la course principale de Djeddah, où il termine neuvième. D'autres points suivent à Melbourne avec une septième place à l'arrivée de la course principale.

## Carrière

### Résultats en monoplace
| Saison | Championnat                                 | Écurie                | Courses | Victoires | Pole positions | Meilleurs tours | Podiums | Points | Classement |
| ------ | ------------------------------------------- | --------------------- | ------- | --------- | -------------- | --------------- | ------- | ------ | ---------- |
| 2020   | Championnat de Grande-Bretagne de Formule 4 | Fortec Motorsport     | 17      | 0         | 0              | 0               | 1       | 47     | 11e        |
| 2020   | Championnat de France de Formule 4          | FFSA Academy          | 18      | 0         | 0              | 0               | 1       | 121    | 6e         |
| 2020   | Euroformula Open                            | Drivex School         | 4       | 0         | 0              | 0               | 0       | 0†     | n.c        |
| 2021   | Championnat d'Asie de Formule 3             | BlackArts Racing      | 15      | 0         | 0              | 0               | 0       | 6      | 17e        |
| 2021   | Formule 3 FIA                               | HWA Racelab           | 20      | 0         | 0              | 0               | 0       | 0      | 29e        |
| 2021   | Euroformula Open                            | Van Amersfoort Racing | 18      | 0         | 0              | 0               | 5       | 135    | 8e         |
| 2022   | Formule 3 FIA                               | Van Amersfoort Racing | 18      | 0         | 0              | 0               | 0       | 2      | 24e        |
| 2023   | Formule Régionale Moyen Orient              | Pinnacle VAR          | 12      | 0         | 0              | 0               | 1       | 44     | 13e        |
| 2023   | Formule 3 FIA                               | Van Amersfoort Racing | 18      | 0         | 0              | 0               | 0       | 2      | 25e        |
| 2024   | Formule 2                                   | Van Amersfoort Racing | 28      | 0         | 0              | 0               | 0       | 13     | 24e        |
| 2025   | Formule 2                                   | Van Amersfoort Racing | 19      | 0         | 0              | 0               | 1       | 11     | 17e        |

† Villagómez étant un pilote invité, il était inéligible aux points.